# بروس تانر
بروس تانر (بالإنجليزية: Bruce Tanner)‏ هو لاعب كرة قاعدة أمريكي، ولد في 9 ديسمبر 1961 في نيو كاسل في الولايات المتحدة.

## وصلات خارجية
- بروس تانر على موقعبيزبول رفرنس.كوم (الدوري الرئيسي) (الإنجليزية)